# Lliga ACB 2011/12
La temporada 2011/12 de la lliga ACB de bàsquet, anomenada Lliga Endesa per motius de patrocini, es va iniciar el 8 d'octubre de 2011, amb la fase regular finalitzant el 6 de maig de 2012. La competició finalitzà el 16 de juny de 2012 al Palau Blaugrana amb la victòria del Regal FC Barcelona contra el Reial Madrid CF en el cinquè partit de la final.
L'UCAM Murcia i l'Obradoiro CAB jugaren a la lliga Endesa després d'ascendir de la lliga LEB Oro, i ocuparen les places dels descendits CB Granada i Menorca Bàsquet.
A la primera jornada de la competició es va ajornar la trobada entre CAI Saragossa i el Blancos de Rueda Valladolid per una decisió extraesportiva, ja que un Jutjat Mercantil de Valladolid sol·licità a l'ACB l'ajornament del partit per les diferències existents entre el club val·lisoletà i la FIBA. La FIBA no va tramitar els transfers internacionals que eren un requisit indispensable per permetre l'alineació de determinats jugadors del CB Valladolid, la raó és l'impagament de salaris a jugadors en temporades anteriors.
Al final de la temporada l'Asefa Estudiantes va perdre la categoria per primer cop en la seva història.

## Equips participants
| Equip                                      | Entrenador        | Ciutat                     | Pavelló                                   | Aforament |
| ------------------------------------------ | ----------------- | -------------------------- | ----------------------------------------- | --------- |
| Asefa Estudiantes                          | Trifón Poch       | Madrid                     | Palacio de Deportes Palacio de Vistalegre | 15.000    |
| Assignia Manresa                           | Jaume Ponsarnau   | Manresa                    | Nou Congost                               | 5.000     |
| Baloncesto Fuenlabrada                     | Porfirio Fisac    | Fuenlabrada                | Pabellón Fernando Martín                  | 5.300     |
| Bizkaia Bilbao Basket                      | Fotis Katsikaris  | Bilbao                     | Bilbao Arena                              | 10.000    |
| Blancos de Rueda Valladolid                | Roberto González  | Valladolid                 | Polideportivo Pisuerga                    | 6.800     |
| CAI Zaragoza                               | José Luis Abós    | Saragossa                  | Pabellón Príncipe Felipe                  | 11.000    |
| Caja Laboral Baskonia                      | Duško Ivanović    | Vitòria                    | Fernando Buesa Arena                      | 9.900     |
| Cajasol Banca Cívica                       | Joan Plaza        | Sevilla                    | Palacio de Deportes San Pablo             | 7.626     |
| FC Barcelona Regal                         | Xavi Pascual      | Barcelona                  | Palau Blaugrana                           | 8.000     |
| FIATC Mútua Joventut                       | Salva Maldonado   | Badalona                   | Pavelló Olímpic de Badalona               | 12.500    |
| Gran Canaria 2014                          | Pedro Martínez    | Las Palmas de Gran Canaria | Centro Insular de Deportes                | 5.200     |
| Lagun Aro GBC                              | Sito Alonso       | Sant Sebastià              | San Sebastián Arena 2016                  | 11.000    |
| Meridiano Alacant                          | Txus Vidorreta    | Alacant                    | Centro de Tecnificación                   | 5.400     |
| Obradoiro CAB                              | Moncho Fernández  | Santiago de Compostel·la   | Multiusos Fontes do Sar                   | 5.060     |
| Power Electronics València                 | Velimir Perasović | València                   | Pavelló Font de Sant Lluís                | 9.000     |
| Real Madrid CF                             | Pablo Laso        | Madrid                     | Caja Mágica                               | 12.442    |
| UCAM Murcia                                | Óscar Quintana    | Múrcia                     | Palacio de Deportes de Murcia             | 7.454     |
| Unicaja Málaga                             | Luis Casimiro     | Màlaga                     | José María Martín Carpena                 | 10.233    |
| Dades actualitzades a: 20 de març de 2012. |                   |                            |                                           |           |

### Equips ascendits i descendits la temporada anterior
| Pos | Ascendits a la Lliga Endesa |
| --- | --------------------------- |
| 1r  | UCAM Murcia                 |
| 2n  | Obradoiro CAB               |

| Pos | Descendits a la lliga LEB Oro |
| --- | ----------------------------- |
| 17è | CB Granada                    |
| 18è | Menorca Bàsquet               |

### Canvis d'entrenador
| Jda. | Club                        | Entrenador sortint | Data del cessament  | Substituït per    |
| ---- | --------------------------- | ------------------ | ------------------- | ----------------- |
| 17   | València BC                 | Paco Olmos         | 22 de gener de 2012 | Velimir Perasović |
| 18   | UCAM Murcia                 | Luis Guil          | 30 de gener de 2012 | Óscar Quintana    |
| 18   | Blancos de Rueda Valladolid | Luis Casimiro      | 30 de gener de 2012 | Roberto González  |
| 22   | Asefa Estudiantes           | Pepu Hernández     | 6 de març de 2012   | Trifón Poch       |
| 25   | Unicaja Málaga              | Chus Mateo         | 19 de març de 2012  | Luis Casimiro     |

### Equips per Comunitat Autònoma
| Comunitat autònoma  | Núm. | Equips                                                   |
| ------------------- | ---- | -------------------------------------------------------- |
| Catalunya           | 3    | Assignia Manresa, FIATC Joventut i Regal FC Barcelona    |
| Comunitat de Madrid | 3    | Asefa Estudiantes, Mad-Croc Fuenlabrada i Real Madrid CF |
| País Basc           | 3    | Caja Laboral Baskonia, Gescrap Bizkaia i Lagun Aro GBC   |
| Andalusia           | 2    | Banca Cívica Sevilla i Unicaja Málaga                    |
| País Valencià       | 2    | CB Lucentum Alicante i Valencia BC                       |
| Aragó               | 1    | CAI Zaragoza                                             |
| Castella i Lleó     | 1    | Blancos de Rueda Valladolid                              |
| Galícia             | 1    | Blu:sens Monbus Obradoiro CAB                            |
| Canàries            | 1    | Gran Canaria 2014                                        |
| Múrcia              | 1    | UCAM Murcia                                              |

## Detalls de la competició

### Classificació de la lliga regular
| Pos | Equipo                        | J  | G  | P  | PF   | PC   | Dif  |
| --- | ----------------------------- | -- | -- | -- | ---- | ---- | ---- |
| 1   | Regal FC Barcelona            | 34 | 29 | 5  | 2639 | 2232 | +407 |
| 2   | Reial Madrid CF               | 34 | 26 | 8  | 2829 | 2513 | +316 |
| 3   | Caja Laboral Baskonia         | 34 | 23 | 11 | 2545 | 2384 | +161 |
| 4   | València BC                   | 34 | 20 | 14 | 2531 | 2401 | +130 |
| 5   | Lagun Aro GBC                 | 34 | 19 | 15 | 2664 | 2578 | +86  |
| 6   | Gescrap Bizkaia               | 34 | 19 | 15 | 2642 | 2615 | +27  |
| 7   | Banca Cívica Sevilla          | 34 | 18 | 16 | 2523 | 2460 | +63  |
| 8   | CB Lucentum Alacant           | 34 | 18 | 16 | 2352 | 2439 | -87  |
| 9   | Unicaja Màlaga                | 34 | 17 | 17 | 2509 | 2562 | -53  |
| 10  | CAI Saragossa                 | 34 | 16 | 18 | 2404 | 2454 | -50  |
| 11  | FIATC Joventut                | 34 | 16 | 18 | 2493 | 2562 | -69  |
| 12  | Assignia Manresa              | 34 | 15 | 19 | 2497 | 2559 | -62  |
| 13  | Blu:sens Monbus Obradoiro CAB | 34 | 13 | 21 | 2405 | 2481 | -76  |
| 14  | Gran Canària 2014             | 34 | 13 | 21 | 2268 | 2395 | -127 |
| 15  | UCAM Múrcia                   | 34 | 13 | 21 | 2439 | 2512 | -73  |
| 16  | Mad-Croc Fuenlabrada          | 34 | 12 | 22 | 2414 | 2585 | -171 |
| 17  | Asefa Estudiantes             | 34 | 11 | 23 | 2394 | 2573 | -179 |
| 18  | Blancos de Rueda Valladolid   | 34 | 8  | 26 | 2349 | 2592 | -243 |

|  | Campió, classificats per l'Eurolliga |
|  | Classificats per l'Eurolliga         |
|  | Classificats per l'Eurocup           |
|  | Baixen a la Lliga LEB                |

J = Partits jugats; G = Partits guanyats; P = Partits perduts; PF = Punts a favor; PC = Punts en contra; Dif = Diferència de punts
- Per motius econòmics, finalment baixa a la Lliga LEB el CB Lucentum Alacant. L'Asefa Estudiantes i el Blancos de Rueda Valladolid mantenen la categoria.
- Per motius econòmics, el Lagun Aro GBC renuncià a la seva plaça per disputar la ULEB Eurocup 2012-13, i aquesta passà al CB Sevilla.

## Play Off pel títol
|  | Quarts de final         | Quarts de final         |                      |   | Semifinals | Semifinals |  |  | Final | Final |
|  |                         |                         |                      |   |            |            |  |  |       |       |
|  |                         |                         |                      |   |            |            |  |  |       |       |
|  |                         |                         |                      |   |            |            |  |  |       |       |
|  | 1 Regal FC Barcelona    | 2                       |                      |   |            |            |  |  |       |       |
|  | 1 Regal FC Barcelona    | 2                       |                      |   |            |            |  |  |       |       |
|  | 8 CB Lucentum Alacant   | 0                       |                      |   |            |            |  |  |       |       |
|  | 8 CB Lucentum Alacant   | 0                       | 1 Regal FC Barcelona | 3 |            |            |  |  |       |       |
|  |                         |                         | 1 Regal FC Barcelona | 3 |            |            |  |  |       |       |
|  |                         | 4 Valencia BC           | 1                    |   |            |            |  |  |       |       |
|  | 4 Valencia BC           | 4 Valencia BC           | 1                    | 2 |            |            |  |  |       |       |
|  | 4 Valencia BC           |                         |                      | 2 |            |            |  |  |       |       |
|  | 5 Lagun Aro GBC         | 1                       |                      |   |            |            |  |  |       |       |
|  | 5 Lagun Aro GBC         | 1                       | 1 Regal FC Barcelona | 3 |            |            |  |  |       |       |
|  |                         |                         | 1 Regal FC Barcelona | 3 |            |            |  |  |       |       |
|  |                         | 2 Reial Madrid CF       | 2                    |   |            |            |  |  |       |       |
|  | 2 Reial Madrid CF       | 2 Reial Madrid CF       | 2                    | 2 |            |            |  |  |       |       |
|  | 2 Reial Madrid CF       |                         |                      | 2 |            |            |  |  |       |       |
|  | 7 Banca Cívica Sevilla  | 0                       |                      |   |            |            |  |  |       |       |
|  | 7 Banca Cívica Sevilla  | 0                       | 2 Reial Madrid CF    | 3 |            |            |  |  |       |       |
|  |                         |                         | 2 Reial Madrid CF    | 3 |            |            |  |  |       |       |
|  |                         | 3 Caja Laboral Baskonia | 2                    |   |            |            |  |  |       |       |
|  | 3 Caja Laboral Baskonia | 3 Caja Laboral Baskonia | 2                    | 2 |            |            |  |  |       |       |
|  | 3 Caja Laboral Baskonia |                         |                      | 2 |            |            |  |  |       |       |
|  | 6 Gescrap Bizkaia       | 0                       |                      |   |            |            |  |  |       |       |
|  | 6 Gescrap Bizkaia       | 0                       |                      |   |            |            |  |  |       |       |

| Campió de la Lliga ACB 2011-12   |
| -------------------------------- |
| Regal FC Barcelona Dissetè títol |

## Nominacions

### Cinc ideal de la temporada
| Posició   | Jugador         | Equip                 |
| --------- | --------------- | --------------------- |
| Base      | Sergi Llull     | Reial Madrid CF       |
| Escolta   | Sergi Vidal     | Lagun Aro GBC         |
| Aler      | Andy Panko      | Lagun Aro GBC         |
| Ala-pívot | Mirza Teletović | Caja Laboral Baskonia |
| Pívot     | Erazem Lorbek   | Regal FC Barcelona    |

|  | MVP de la temporada |

### MVPde la final
| Posició    | Jugador       | Equip              |
| ---------- | ------------- | ------------------ |
| Aler pivot | Erazem Lorbek | Regal FC Barcelona |

### Jugador revelació de la temporada
| Posició | Jugador     | Equip            |
| ------- | ----------- | ---------------- |
| Aler    | Micah Downs | Assignia Manresa |

### Millor entrenador
| Entrenador   | Equip              |
| ------------ | ------------------ |
| Xavi Pascual | Regal FC Barcelona |

### Jugador de la jornada
| Jornada | Jugador             | Equip                         | Valoració |
| ------- | ------------------- | ----------------------------- | --------- |
| 1       | Kyle Singler        | CB Lucentum Alacant           | 32        |
| 2       | Boniface N'Dong     | Regal FC Barcelona            | 29        |
| 3       | Rudy Fernández      | Reial Madrid CF               | 35        |
| 4       | Juan Carlos Navarro | Regal FC Barcelona            | 28        |
| 5       | Paul Davis          | Banca Cívica Sevilla          | 36        |
| 6       | Nando de Colo       | Valencia BC                   | 37        |
| 7       | Rafael Hettsheimeir | CAI Saragossa                 | 32        |
| 7       | Hervé Touré         | Blancos de Rueda Valladolid   | 32        |
| 8       | Kaloyan Ivanov      | CB Lucentum Alacant           | 33        |
| 9       | Gustavo Ayón        | Mad-Croc Fuenlabrada          | 43        |
| 10      | Kaloyan Ivanov      | CB Lucentum Alacant           | 34        |
| 11      | Kaloyan Ivanov      | CB Lucentum Alacant           | 42        |
| 12      | Marquez Haynes      | Gran Canaria 2014             | 32        |
| 13      | Bracey Wright       | CAI Saragossa                 | 40        |
| 14      | Justin Doellman     | Assignia Manresa              | 41        |
| 15      | Andy Panko          | Lagun Aro GBC                 | 32        |
| 16      | Josh Asselin        | Assignia Manresa              | 34        |
| 16      | Paul Davis          | Banca Cívica Sevilla          | 34        |
| 17      | D'or Fischer        | Gescrap Bizkaia               | 38        |
| 18      | Stephane Lasme      | Blu:sens Monbus Obradoiro CAB | 37        |
| 19      | D'or Fischer        | Gescrap Bizkaia               | 33        |
| 20      | Mirza Teletović     | Caja Laboral Baskonia         | 32        |
| 21      | James Augustine     | UCAM Murcia                   | 30        |
| 22      | Sergi Vidal         | Lagun Aro GBC                 | 30        |
| 23      | Sergi Llull         | Reial Madrid CF               | 27        |
| 24      | Marko Banić         | Gescrap Bizkaia               | 29        |
| 25      | Jaycee Carroll      | Reial Madrid CF               | 39        |
| 26      | Aaron Jackson       | Gescrap Bizkaia               | 28        |
| 26      | Erazem Lorbek       | Regal FC Barcelona            | 28        |
| 27      | Curtis Borchardt    | Blancos de Rueda Valladolid   | 27        |
| 28      | Luka Žorić          | Unicaja Málaga                | 33        |
| 29      | Sergi Llull         | Real Madrid CF                | 31        |
| 30      | Boniface N'Dong     | Regal FC Barcelona            | 31        |
| 31      | Juan Carlos Navarro | Regal FC Barcelona            | 42        |
| 32      | Andy Panko          | Lagun Aro GBC                 | 28        |
| 33      | James Augustine     | UCAM Murcia                   | 35        |
| 34      | Germán Gabriel      | Asefa Estudiantes             | 29        |
| 34      | Spencer Nelson      | Gran Canaria 2014             | 29        |

### Jugador del mes
| Mes      | Jornads | Jugador         | Equip                | Valoració |
| -------- | ------- | --------------- | -------------------- | --------- |
| Octubre  | 1-5     | Joel Freeland   | Unicaja Málaga       | 26,3      |
| Novembre | 6-9     | Gustavo Ayón    | Mad-Croc Fuenlabrada | 24,25     |
| Desembre | 10-13   | Kaloyan Ivanov  | CB Lucentum Alacant  | 26,5      |
| Gener    | 14-18   | Justin Doellman | Assignia Manresa     | 25        |
| Febrer   | 19-21   | Sergi Llull     | Real Madrid CF       | 21,7      |
| Març     | 22-26   | Sergi Vidal     | Lagun Aro GBC        | 21        |
| Abril    | 27-32   | Boniface N'Dong | Regal FC Barcelona   | 18,2      |
| Maig     | 33-34   | James Augustine | UCAM Murcia          | 30        |

## Estadístiques

### Estadístiques individuals de la lliga regular
| Categoria                   | Jugador          | Equip                         | Mitjana | Partits | Total   |
| --------------------------- | ---------------- | ----------------------------- | ------- | ------- | ------- |
| Valoració                   | Gustavo Ayón     | Mad-Croc Fuenlabrada          | 21,9    | 10      | 219     |
| Punts per partit            | Andy Panko       | Lagun Aro GBC                 | 18,9    | 34      | 643     |
| Rebots per partit           | James Augustine  | UCAM Murcia                   | 8,32    | 34      | 283     |
| Rebots defensius            | Joel Freeland    | Unicaja Málaga                | 5,42    | 31      | 168     |
| Rebots ofensius             | Kaloyan Ivanov   | CB Lucentum Alicante          | 3,52    | 33      | 116     |
| Assistències per partit     | Javi Rodríguez   | Assignia Manresa              | 6,24    | 29      | 181     |
| Taps per partit             | D'or Fischer     | Gescrap Bizkaia               | 1,9     | 31      | 59      |
| Recuperacions per partit    | Pablo Prigioni   | Caja Laboral Baskonia         | 1,91    | 32      | 61      |
| Mats per partit             | Boniface N'Dong  | Regal FC Barcelona            | 1,66    | 29      | 48      |
| Percentatge de tirs lliures | Alberto Corbacho | Blu:sens Monbus Obradoiro CAB | 93,65%  | 33      | 59/63   |
| Percentatge de tirs de 2    | Gustavo Ayón     | Mad-Croc Fuenlabrada          | 66,35%  | 10      | 69/104  |
| Percentatge de tirs de 3    | Kristaps Valters | Unicaja Málaga                | 47,27%  | 29      | 52/110  |
| Faltes rebudes              | Kaloyan Ivanov   | CB Lucentum Alicante          | 6,27    | 33      | 207     |
| Faltes personals            | David Doblas     | Lagun Aro GBC                 | 3,65    | 34      | 124     |
| Taps rebuts                 | Lamont Barnes    | CB Lucentum Alicante          | 0,79    | 34      | 27      |
| Taps rebuts                 | Justin Doellman  | Assignia Manresa              | 0,79    | 34      | 27      |
| Pèrdues                     | Álex Mumbrú      | Gescrap Bizkaia               | 2,76    | 34      | 94      |
| + / – punts                 | Erazem Lorbek    | Regal FC Barcelona            | 8,5     | 33      | 280     |
| Minuts jugats               | Sergi Vidal      | Lagun Aro GBC                 | 33:29   | 33      | 1104:44 |

## Dades dels jugadors

### Jugadors per país de nacionalitat
| Estat                | Núm. | Llista |
| -------------------- | ---- | --- |
| Espanya              | 93   | Vegeu la taula |
| Estats Units         | 68   | Aloysius Anagonye, Josh Asselin, James Augustine, Lamont Barnes, Jimmy Baron, Curtis Borchardt, Michael Bramos, Louis Bullock, Jacob Burtschi, Earl Calloway, Nik Caner-Medley, Jaycee Carroll, Tremmell Darden, Paul Davis, Taquan Dean, Willie Deane, Troy DeVries, Ben Dewar, Justin Doellman, Joey Dorsey, Quincy Douby, Zabian Dowdell, Micah Downs, Chuck Eidson, Laurence Ekperigin, Tyrone Ellis, Ebi Ere, D'or Fischer, Josh Fisher, Gerald Fitch, Taurean Green, Mike Hall, Marquez Haynes, Jeremy Hazell, Bernard Hopkins, Aaron Jackson, Curtis Jerrells, Pooh Jeter, Tariq Kirksay, Rob Kurz, Marcus Landry, Chris Lofton, Román Martínez, Pete Mickeal, Spencer Nelson, Derrick Obasohan, Andy Ogide, Brad Oleson, Andy Panko, Pervis Pasco, Mark Payne, Charles Rhodes, Jason Robinson, Earl Rowland, Kahiem Seawright, Cedric Simmons, Kyle Singler, Chad Toppert, Alando Tucker, Ime Udoka, Michael Umeh, Judson Wallace, Matt Walsh, Deron Washington, Latavious Williams, Reggie Williams, Antoine Wright i Bracey Wright |
| Sèrbia               | 10   | Nemanja Bjelica, Luka Bogdanović, Stefan Marković, Dejan Musli, Kosta Perović, Marko Popović, Oliver Stević, Milenko Tepić, Uroš Tripković i Novica Veličković |
| Argentina            | 8    | Javier Bulfoni, Diego García, Hernán Jasen, Juan Ignacio Jasen, Leonardo Mainoldi, Andrés Nocioni, Pablo Prigioni i Federico Van Lacke |
| Brasil               | 8    | Vitor Faverani, Rafael Freire, Rafael Hettsheimeir, Marcelinho Huertas, Augusto Lima, Raulzinho Neto, Lucas Nogueira i Tiago Splitter |
| Senegal              | 8    | Michel Diouf, Massine Fall, Papa Abdoulaye Mbaye, Boniface N'Dong, Mamadou Samb, Sitapha Savané, Mouhamed Sené i Pape Sow |
| Croàcia              | 6    | Dalibor Bagarić, Marko Banić, Hrvoje Perić, Mario Stojić, Ante Tomić i Luka Žorić |
| França               | 6    | Nando de Colo, Stéphane Dumas, Thomas Heurtel, Florent Piétrus, Kévin Séraphin i Hervé Touré |
| Montenegro           | 6    | Milko Bjelica, Vladimir Golubović, Nikola Mirotić, Žarko Rakočević, Blagota Sekulić i Marko Todorović |
| Txèquia              | 6    | Ondřej Balvín, Luboš Bartoň, Tomas Hampl, David Jelínek, Radovan Kouril i Tomáš Satoranský |
| Regne Unit           | 5    | Kieron Achara, Robert Archibald, Andrew Betts, Daniel Clark i Joel Freeland |
| Austràlia            | 4    | David Barlow, Joe Ingles, Brad Newley i Andrew Ogilvy |
| Bòsnia i Hercegovina | 4    | Damir Krupalija, Ognjen Kuzmić, Nedžad Sinanović i Mirza Teletović |
| Eslovènia            | 4    | Mirza Begić, Goran Dragić, Erazem Lorbek i Samo Udrih |
| Bèlgica              | 3    | Yannick Driesen, Axel Hervelle i Sam Van Rossom |
| Canadà               | 3    | Carl English, Levon Kendall i Andy Rautins |
| Grècia               | 3    | Dimitrios Mavroeidis, Manolis Papamakarios i Kostas Vasileiadis |
| Letònia              | 3    | Jānis Blūms, Rihards Kuksiks i Kristaps Valters |
| Hongria              | 2    | Adam Hanga i Péter Lóránt |
| Islàndia             | 2    | Haukur Palsson i Jón Arnór Stefánsson |
| Lituània             | 2    | Martynas Pocius i Darius Songaila |
| República Dominicana | 2    | Eulis Báez i Luis Flores |
| Ucraïna              | 2    | Serhí Hladir i Sergei Lishouk |
| Andorra              | 1    | Quino Colom |
| Belize               | 1    | Milt Palacio |
| Bulgària             | 1    | Kaloyan Ivanov |
| Colòmbia             | 1    | Juan Palacios |
| Costa d'Ivori        | 1    | Mohamed Koné |
| Gabon                | 1    | Stephane Lasme |
| Haití                | 1    | Robert Joseph |
| Jamaica              | 1    | Kimani Ffriend |
| Mèxic                | 1    | Gustavo Ayón |
| Nigèria              | 1    | Kenny Adeleke |
| Nova Zelanda         | 1    | Kirk Penney |
| Països Baixos        | 1    | Henk Norel |
| Polònia              | 1    | Maciej Lampe |
| Puerto Rico          | 1    | Andrés Rodríguez |
| Rep. del Congo       | 1    | Serge Ibaka |
| R.D. del Congo       | 1    | Christian Eyenga |
| Rússia               | 1    | Yaroslav Korolev |
| Uruguai              | 1    | Jayson Granger |
| Veneçuela            | 1    | Jhornan Zamora |

### Jugadors de nacionalitat espanyola percomunitat autònoma
| Comunitat           | Núm. | Llista |
| ------------------- | ---- | --- |
| Catalunya           | 26   | Alex Barrera, Ferran Bassas, Sergi Bertrán, Fernando Cerqueira, Joan Creus, Albert Fontet, Josep Franch, Jordi Grimau, Roger Grimau, Oriol Junyent, Ferran Laviña, Nacho Llovet, Raül López, Rafa Martínez, Román Montañez, Àlex Mumbrú, Joan Carles Navarro, Albert Oliver, Pierre Oriola, Xavi Rabaseda, Xavi Rey, Pau Ribas, Guillem Rubio, Víctor Sada, Jordi Trias i Sergi Vidal |
| Comunitat de Madrid | 17   | Javier Beirán, Tomás Bellas, Rodrigo de la Fuente, Daniel Díez, Jaime Fernández, Jorge Garbajosa, Eduardo Hernández-Sonseca, Carlos Jiménez, Alberto Jódar, Álvaro Lobo, Andrés Miso, Richard Nguema, Sergio Pérez, Guillermo Rejón, Jorge Sanz, Carlos Suárez i Javier Vega |
| Andalusia           | 9    | Pablo Aguilar, Pablo Almazán, Carlos Cabezas, Germán Gabriel, Isaac López, José Pozas, Felipe Reyes, Berni Rodríguez i Sergio Sánchez |
| Illes Balears       | 7    | Álex Abrines, Alberto Corbacho, Rudy Fernández, Pedro Llompart, Sergio Llull, Joan Sastre i Pere Tomàs |
| País Basc           | 6    | Unai Calbarro, Jon Cortaberría, Lander Lasa, Mikel Motos, Julen Olaizola i Javi Salgado |
| Castella i Lleó     | 5    | Antonio Izquierdo, Adrián Laso, Nacho Martín, Álvaro Muñoz i Pedro Rivero |
| Aragó               | 4    | Rogelio Legasa, Javier Marín, Nacho Ordín i Rodrigo San Miguel |
| País Valencià       | 4    | Larry Abia, Víctor Claver, Josep Pérez i Juanjo Triguero |
| Galícia             | 3    | Mario Cabanas, Javi Rodríguez i Fran Vázquez |
| Canàries            | 3    | Óscar Alvarado, Sergio Rodríguez i Fabio Santana |
| Navarra             | 3    | Ricardo Úriz, Alex Urtasun i Txemi Urtasun |
| Cantàbria           | 2    | David Doblas i Fernando San Emeterio |
| Astúries            | 1    | Saúl Blanco |
| Castella - la Manxa | 1    | Víctor Arteaga |
| La Rioja            | 1    | Eduardo Martínez |
| Regió de Múrcia     | 1    | Álex Hernández |